# Al-Majd Damasco
El Al Majd es un equipo de fútbol de Siria que juega en la Liga Premier de Siria, la liga de fútbol más importante del país.
Fue fundado en la capital Damasco y nunca ha sido campeón de liga, lo más cercano ha sido un subcampeonato en la temporada 2008. Su único título ha sido la Copa de Siria en el año 1978 en tres finales jugadas.
A nivel internacional ha participado en un torneo continental, la Copa de la AFC del año 2009, donde fue eliminado en los octavos de final por el Neftchi Farg'ona de Uzbekistán.

## Palmarés
- Liga Premier de Siria: 0
  - Subcampeón: 1

2008
- Copa de Siria: 1

1978
- - Finalista: 2

2005, 2009

## Participación en competiciones de la AFC
- Copa de la AFC: 1 aparición

2009 - Octavos de final
| Temporada | Torneo         | Ronda            |                       | Club             | Casa             | Visita |
| --------- | -------------- | ---------------- | --------------------- | ---------------- | ---------------- | ------ |
| 2009      | Copa de la AFC | Fase de grupos   | Bandera de la India   | Dempo SC         | 2-1              | 0-1    |
|           |                | Fase de grupos   | Bandera de Baréin     | Muharraq         | 1-1              | 3-2    |
|           |                | Fase de grupos   | Bandera de Jordania   | Al-Faisaly       | 4-3              | 2-1    |
|           |                | Octavos de final | Bandera de Uzbekistán | Neftchi Farg'ona | (1)0-0(3) (pen.) |        |

## Jugadores destacados
- Aurelien Oko Bota
- Nabil Baalbaki
- Omar Khalil
- Dame Junior Gaye
- Hamzeh Al Aitoni
- Mohamed Al Zeno
- Ali Diab